# Personenlexikon
Personenlexikon ist allgemein und vorwiegend Synonym für biografisches Nachschlagewerk. Spezifisch wird der Begriff verwendet für meist periodisch erscheinende biografische Lexika, die nach mehr oder minder strengen Kriterien selektierend biografische Informationen zu vorwiegend zeitgenössischen Persönlichkeiten enthalten.
Das bekannteste derartige Lexikon ist das Who’s Who, das 1848 von Adam Black erstmals herausgegeben wurde und sich auf 250 Seiten der britischen Königsfamilie, dem Hochadel, Politikern, Richtern und Offizieren widmete. Im 20. Jahrhundert erschienen zahlreiche ähnliche Lexika, das Who’s Who erschien in verschiedenen Ausgaben und Verlagen und nahm auch Künstler, Wissenschaftler und andere mehr oder weniger bedeutende Personen auf.
Vor allem dann, wenn solche Verlagsprodukte intransparente Kriterien für die Aufnahme in das Lexikon anwenden und offenbar mit der Eitelkeit der Biografierten Gewinn zu erzielen suchen, erhält die Bezeichnung Personenlexikon einen negativen Beiklang. Solche Produkte werden beispielsweise angeboten von den US-amerikanischen Firmen International Biographical Centre und American Biographical Institute, die auch mit „Titeln“ und Fantasiezertifikaten Handel treiben. Im deutschsprachigen Raum ist Hübners Who is Who aus dem Schweizer Who is Who Verlag für Personenenzyklopädien AG in diesem Sinn Gegenstand der Kritik geworden.
Weitere Beispiele:
Deutschland
- Wer ist Wer? – Das Deutsche WHO’S WHO. Schmidt-Römhild. (ca. 30.000 Einträge; Nominierung möglich, strenge Aufnahmekriterien)
- WHO’S WHO Edition EUROPEAN BUSINESS WHO’S WHO MediaMarketing GmbH. (über 20.000 aktuelle Biografien europäischer Top-Manager und Firmenprofile der jeweiligen Unternehmen in englischer Sprache; Nominierung entsprechend aktueller Rangposition)
- Who’s Who Deutschland. The People-Lexikon. (ca. 45.000 Einträge[1]; Nominierung möglich, strenge Aufnahmekriterien)

Dänemark
- Kraks Blå Bog 1910 ff.